# Еремецкий, Олег Анатольевич
Олег Анатольевич Еремецкий (7 мая 1968 — 2 июня 1995) — гвардии старший лейтенант, командир парашютно-десантной роты 104-й гвардейской воздушно-десантной дивизии, Герой Российской Федерации (посмертно).

## Биография
О. А. Еремецкий родился 7 мая 1968 года в селе Киселевка Херсонской области Украинской ССР. В четыре года остался сиротой, воспитывали его бабушка и дедушка. В 1985 году окончил Киселёвскую среднюю школу, а затем поступил в Крымский сельскохозяйственный институт, после окончания первого курса которого Еремецкий был призван на армию. В 1987 году поступил в Рязанское высшее воздушно-десантное командное училище, которое успешно окончил в 1991 году.
После училища был направлен в морскую пехоту для продолжения службы. с 1991 по 1992 годы служил в 810-й отдельной бригаде морской пехоты в Севастополе. С 1992 по 1993 годы проходил службу командиром взвода курсантов в Рязанском высшем воздушно-десантное командном училище, после чего был направлен в 104-ю гвардейскую воздушно-десантную дивизию, расположенную в городе Ульяновске. С 1994 года командир парашютно-десантной роты этой дивизии.

## Участие в боевых действиях
В 1995 году был направлен в командировку в Чечню. Неоднократно участвовал в боевых операциях. В ходе операции по наведению конституционного порядка в Чеченской Республике грамотно, умело и хладнокровно командовал ротой.
Отличился во время боевых действий в районе Аргунского ущелья, где его рота неоднократно выходила победителем из схваток с боевиками.

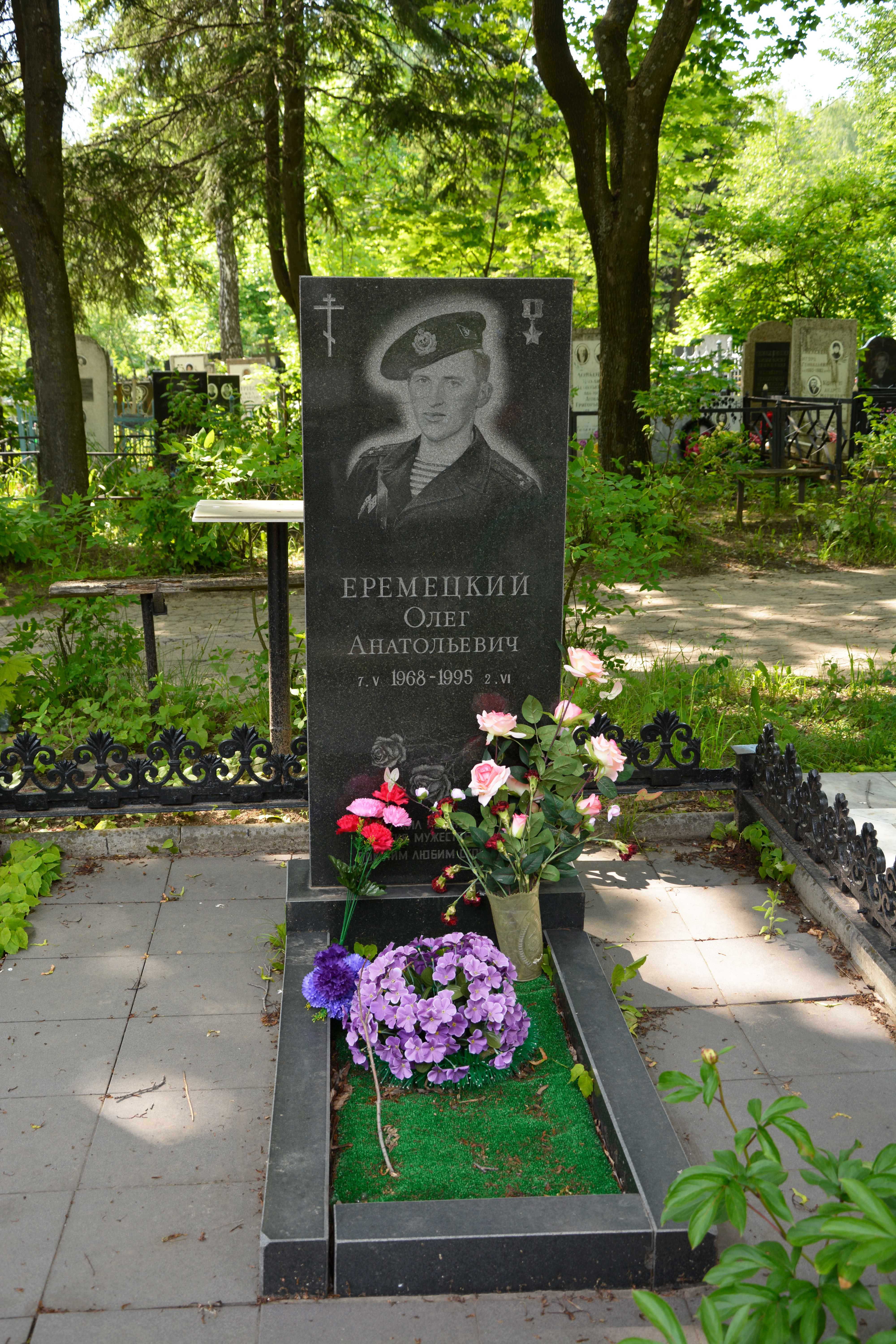
Могила Еремецкого О. А. в Рязани

## Гибель
Олег Анатольевич Еремецкий погиб в бою 2 июня 1995 года, перекрывая со своей ротой проход, по которому боевики пытались отойти с занимаемых позиций.
Похоронен на Новогражданском кладбище в Рязани. Указом Президента Российской Федерации № 35 от 22 января 1997 года за мужество и отвагу, проявленные при выполнении воинского долга, гвардии старшему лейтенанту Еремецкому Олегу Анатольевичу присвоено звание Героя Российской Федерации (посмертно).
В 2018 году в честь него была названа улица в городе Ульяновск.